# FC Boqueron
FC Boqueron was een Belgische voetbalclub uit Anderlecht. De club werd in 1990 opgericht en speelde eerst in het ABCA, in 1992 sloot de club aan bij de KBVB met stamnummer 9257.
In 2003 nam de club ontslag uit de KBVB.

## Geschiedenis
FC Boqueron werd opgericht in 1990 onder de naam UC Boqueron de Plata, een jaar later werd de naam van de club FC Amistad Saint-Gilloise en in februari 1992 werd de naam FC Boqueron aangenomen waarmee men in 1993 aansloot bij de KBVB.
De club speelde acht seizoenen in Vierde Provinciale en werd in 1999-2000 kampioen in de B-reeks van deze afdeling.
Ook in Derde Provinciale gooide de club hoge ogen en na een eerste seizoen dat met een derde plaats werd afgesloten, mocht FC Boqueron via een tweede plaats in 2002 naar Tweede Provinciale.
Dat niveau bleek te hoog gegrepen en de club eindigde op een degradatieplaats. Een maand voor aanvang van het seizoen 2003-2004 nam de club ontslag uit de KBVB en nam niet meer aan de competitie deel.